# HMS Belfast (C35)
El HMS Belfast es un buque museo y antiguo crucero ligero de la clase Town de la Marina Real Británica que estuvo en servicio entre 1939 y 1963. En su etapa operativa  participó en la Segunda Guerra Mundial y en la guerra de Corea. Desde 1971 y hasta la actualidad es un barco museo anclado permanentemente en los márgenes del Támesis, en Londres, capital del Reino Unido. El buque fue bautizado en homenaje a la ciudad de Belfast, capital de Irlanda del Norte.

## Diseño
El HMS Belfast es un crucero ligero de la clase Town (Town-class cruiser (1936)). Fue el primer barco de la Marina Real Británica que lleva el nombre de la capital de Irlanda del Norte y su construcción comenzó en diciembre de 1936. Fue botado el día de San Patricio de 1938. Entró en servicio a principios de agosto de 1939 poco antes del estallido de la Segunda Guerra Mundial. 

### Equipamiento
Su equipamiento principal fue instalado en 1939.
| Armamento: | - 1939: - Cañones Mk XXIII de 12 × 6 pulgadas (152 mm) (4 × 3) - Cañones de doble propósito Mk XVI de 12 × 4 pulgadas (102 mm)(6 × 2) - Cañones antiaéreos de 16 × 2 libras (40 mm) (2 × 8) - Ametralladoras AA de 8 × 0,5 pulgadas (13 mm) (2 × 4) - Tubos de torpedo de 6 × 21 pulgadas (533 mm) (2 × 3) |
| Armadura:  | - Correa principal : 4,5 pulgadas (114 mm) - Torretas principales : hasta 4 pulgadas (102 mm) - Cubiertas sobre revistas : 3 pulgadas (76 mm) - Cubiertas sobre maquinaria: 2 pulgadas (51 mm) - Mamparos : 2,5 pulgadas (63,5 mm) [4] [5]                                                                 |

## Historial de servicio

### 1939-1942: puesta en marcha, captura de premios, minería y reparaciones

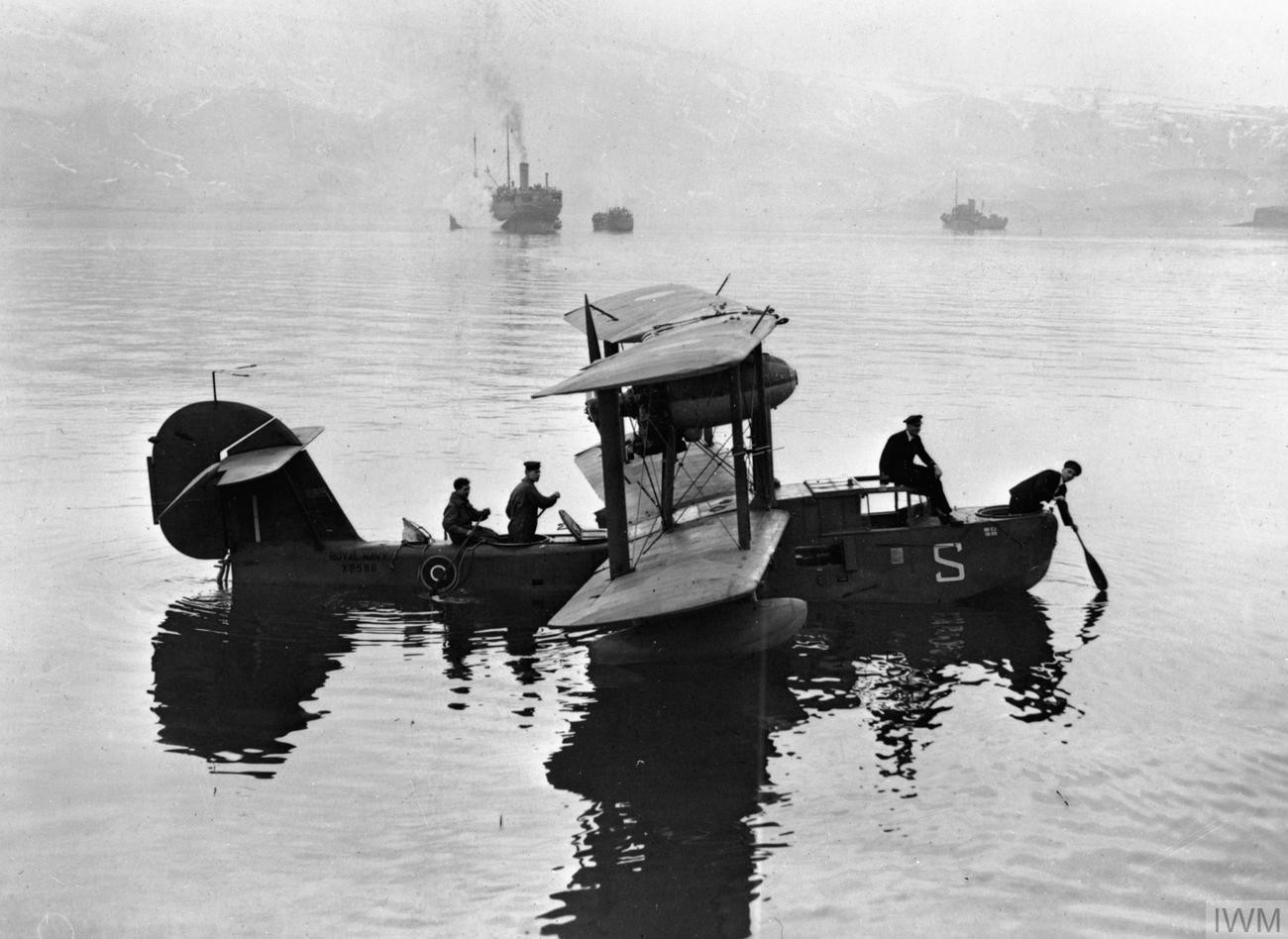
Uno de los aviones Supermarine Walrus del HMS Belfast, fotografiado en un fiordo islandés, 1942-1943.

El HMS Belfast partió hacia Portsmouth el 3 de agosto de 1939 y fue comisionado el 5 de agosto de 1939, menos de un mes antes del estallido de la Segunda Guerra Mundial. Su primer capitán fue el Capitán GA Scott con una tripulación de 761 marineros, y su primera asignación fue al 2.º Escuadrón de Cruceros de la Home Fleet. El 14 de agosto, Belfast participó en su primer ejercicio, la Operación Hipper, en la que interpretó el papel de un asaltante comercial alemán que intentaba escapar al Atlántico. Navegando por el peligroso Pentland Firth, el Belfast evadió con éxito a la Home Fleet.
El 31 de agosto de 1939 Belfast fue transferido al 18.º Escuadrón de Cruceros. Con base en Scapa Flow en las islas Orcadas, el 18.º Escuadrón de Cruceros fue parte del esfuerzo británico para imponer un bloqueo naval a la Alemania nazi. Alemania invadió Polonia al día siguiente y Gran Bretaña y Francia declararon la guerra el 3 de septiembre. A las 11:40 de esa mañana, Belfast recibió el mensaje "Comiencen las hostilidades de inmediato contra Alemania". El 8 de septiembre, el Belfast se hizo a la mar desde Scapa Flow con su barco gemelo Edinburgh, los cruceros de batalla Hood, Renown y cuatro destructores, en una patrulla destinada a interceptar barcos alemanes que regresaban de Noruega. En particular, debían buscar el transatlántico SS Europa de Norddeutscher Lloyd. No se encontraron naves enemigas. El 25 de septiembre, HMS Belfast participó en una operación de la flota para recuperar el submarino Spearfish, durante la cual el barco fue atacado por aviones alemanes, pero no sufrió daños. El 1 de octubre de 1939, Belfast partió de Scapa Flow para patrullar el Mar del Norte. El 5 de octubre, Belfast interceptó y abordó un barco factoría noruego neutral que navegaba en compañía de seis barcos balleneros. El 8 de octubre, el barco avistó al buque mercante sueco CP Lilljevach pero, debido al mal tiempo, no lo interceptó ni lo abordó. Al día siguiente abordó el Tai Yin, un barco noruego. El Almirantazgo había catalogado al Tai Yin como sospechoso, por lo que una tripulación del Belfast lo llevó a Kirkwall para investigarlo. El 9 de octubre el Belfast interceptó un transatlántico alemán, el Cap Norte de 13.615 toneladas, 50 millas (80 km) al noroeste de las Islas Feroe. Disfrazado como un buque sueco neutral, SS Ancona, Cap Norte estaba intentando regresar a Alemania desde Brasil; sus pasajeros incluían reservistas alemanes. Según las reglas de premios del Almirantazgo británico, la tripulación de Belfast recibió más tarde un premio en metálico por la captura. El 12 de octubre Belfast abordó el barco sueco Uddeholm, que también fue navegado a Kirkwall por una tripulación premiada. Al regresar al puerto, en la noche del 13 al 14 de octubre, el Belfast fue uno de los pocos barcos anclados en Scapa Flow, luego de informes de inteligencia de un esperado ataque aéreo. Esa noche, el acorazado Royal Oak fue torpedeado por el submarino alemán U-47, que se había infiltrado en el fondeadero. A la mañana siguiente del hundimiento, Belfast partió hacia Loch Ewe.
El 10 de noviembre, Belfast fue retirado de la patrulla del norte y reasignado al 2° Escuadrón de cruceros. Este escuadrón debía formar una fuerza de ataque independiente con base en Rosyth. El 21 de noviembre, HMS Belfast iba a participar en la primera salida de la fuerza, un ejercicio de artillería. A las 10:58 detonó una mina marina magnética mientras salía del Firth of Forth. La mina rompió la quilla del Belfast y destruyó una de sus salas de máquinas y calderas. Veinte oficiales y hombres requirieron tratamiento hospitalario por las lesiones causadas por la explosión y otros 26 sufrieron heridas leves. Un hombre, Henry Stanton, fue hospitalizado pero luego murió de una lesión en la cabeza, después de haber sido arrojado contra el techo por la explosión. El remolcador Krooman, remolcando objetivos de artillería para el ejercicio, liberó sus objetivos y en su lugar remolcó a Belfast hacia Rosyth para las reparaciones iniciales.
Las evaluaciones iniciales de los daños del Belfast mostraron que, si bien la mina había causado pocos daños directos al casco exterior, causando solo un pequeño agujero directamente debajo de una de las salas de calderas, el impacto de la explosión había causado graves deformaciones, rompiendo maquinaria, deformando las cubiertas y haciendo que la quilla se hunda (doble hacia arriba) tres pulgadas. El 4 de enero de 1940, Belfast fue dado de baja al estado de Cuidado y Mantenimiento, pasando a ser responsabilidad de Rosyth Dockyard, y su tripulación se dispersó a otros barcos. El 28 de junio se había reparado lo suficiente como para navegar a Devonport, llegando el 30 de junio bajo el mando del Lt Cdr HW Parkinson.

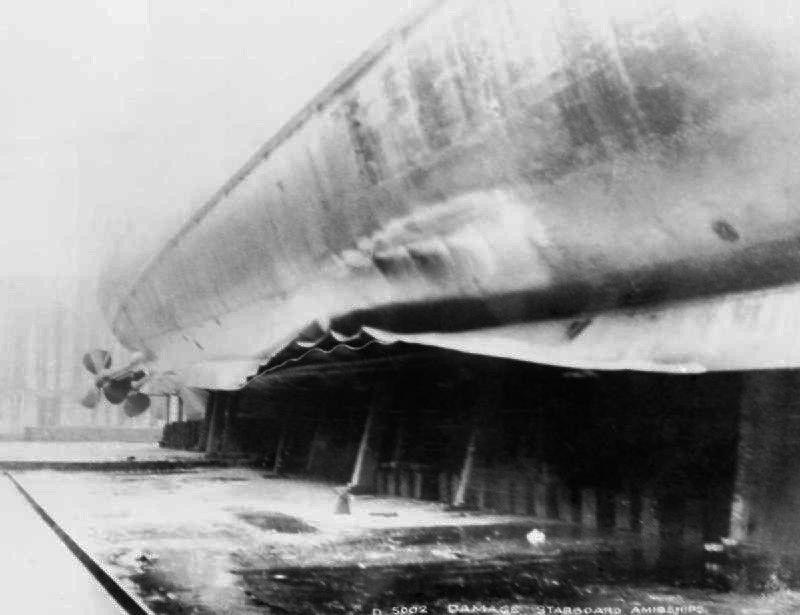
Fotografía del casco dañado del Belfast, tomada mientras el barco estaba en dique seco para reparaciones.

Durante sus reparaciones, se realizaron trabajos para enderezar, reconstruir y fortalecer su casco. Su cinturón de armadura también estaba extendido y engrosado. Su armamento se actualizó con montajes de pompones de 2 libras más nuevos, y su armamento antiaéreo mejoró con dieciocho cañones Oerlikon 20 mm en cinco montajes dobles y ocho individuales, reemplazando dos cañones Vickers cuádruples de 0,5 pulgadas. Belfast también recibió nuevos radares de control de fuego para sus cañones principales, secundarios y antiaéreos. Su ajuste de radar de noviembre de 1942 incluyó un juego Tipo 284 y cuatro juegos Tipo 283 para dirigir el armamento principal, tres juegos Tipo 285 para las armas secundarias y dos juegos Tipo 282 conjuntos para los cañones antiaéreos de 2 libras. También recibió un radar de advertencia de superficie general Tipo 273, conjuntos Tipo 251 y Tipo 252 para fines de identificación de amigo o enemigo (IFF), y un Tipo 281 y Tipo 242 para advertencia aérea. Su suite de electrónica de 1942 también incluía una ecosonda Tipo 270. Debido a su mayor peso superior, se introdujo una protuberancia en el centro del casco para mejorar la estabilidad y proporcionar una fuerza longitudinal adicional. Su haz había aumentado a 69 pies (21 m) y su calado a 19 pies (5,8 m) hacia adelante y 20 pies 2 pulgadas (6,15 m) hacia atrás. Su desplazamiento había aumentado a 11.550 toneladas.

### 1942-1943: nueva puesta en servicio, convoyes árticos y batalla del Cabo Norte

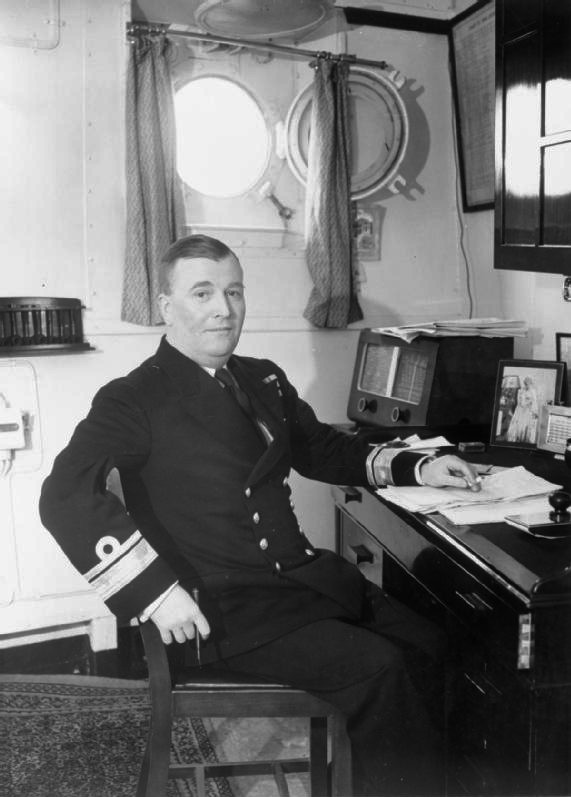
El contralmirante Burnett en su camarote a bordo del HMS Belfast.

El HMS Belfast se volvió a poner en servicio en Devonport el 3 de noviembre de 1942, bajo el mando del capitán Frederick Parham. A su regreso a la Flota Nacional, Belfast se convirtió en el buque insignia del 10.º Escuadrón de Cruceros, enarbolando la bandera del Contraalmirante Robert Burnett, quien previamente había comandado las flotillas de destructores de la Flota Nacional. El escuadrón era responsable de la peligrosa tarea de escoltar los convoyes del Ártico a la Unión Soviética, operando desde Scapa Flow y bases en Islandia. Su suite de radar redujo la necesidad de vigilancia aérea en el  Belfast y su avión fue desembarcado en junio de 1943. Belfast pasó 1943 dedicada a la escolta de convoyes y tareas de patrulla de bloqueo, y del 5 al 6 de octubre del mismo año, formó parte de la fuerza de cobertura durante la Operación Leader, un ataque aéreo contra la navegación alemana en las aguas del norte de Noruega cerca de Bodø por parte del portaaviones USS Ranger.
El 26 de diciembre de 1943, Belfast participó en la Batalla del Cabo Norte. Esta batalla, que ocurrió durante la noche del Ártico , involucró a dos fuertes formaciones de la Royal Navy; el primero, Force One, compuesto por los cruceros Norfolk, Sheffield y Belfast (el 10.º Escuadrón de Cruceros) con tres destructores, y el segundo, Force Two, formado por el acorazado Duke of York y el crucero Jamaica con cuatro destructores. El 25 de diciembre de 1943, día de Navidad, el acorazado Scharnhorst de la clase Scharnhorst de la Alemania nazi partió del puerto en el norte de Noruega para atacar el convoy JW55B, que se dirigía a la Unión Soviética. Al día siguiente, la Force One se encontró con el Scharnhorst, le impidió atacar el convoy y la obligó a retirarse después de ser dañada por los cruceros británicos. Cuando Scharnhorst atacó nuevamente al mediodía, fue interceptado por la Force Two y hundido por las formaciones combinadas. Belfast jugó un papel importante en la batalla; como buque insignia del 10.º Escuadrón de Cruceros, estuvo entre los primeros en encontrarse con Scharnhorst y coordinó la defensa del convoy por parte del escuadrón. Después de que Scharnhorst se alejó del convoy, el almirante Burnett en Belfast la siguió por el radar desde fuera del alcance visual, lo que permitió su intercepción por parte del Duque of York.

### 1944: Tirpitz y el Día D

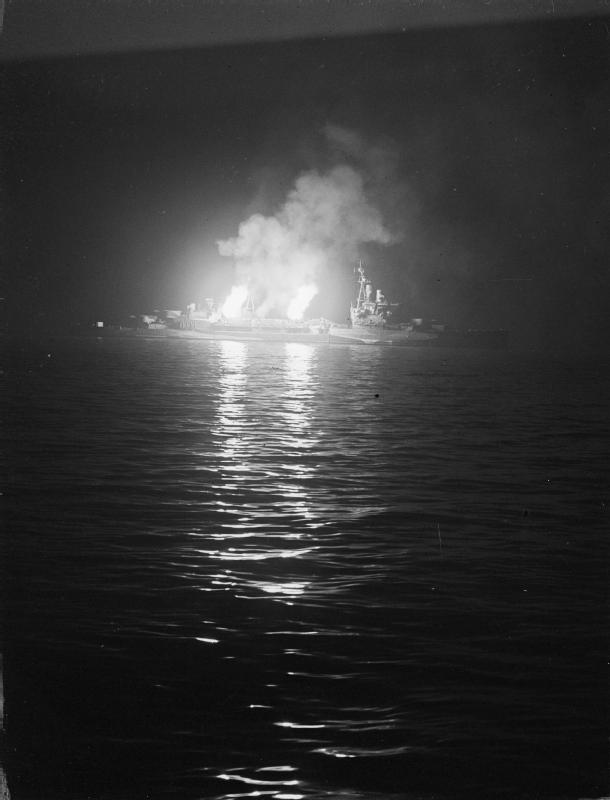
Los cañones de 4 pulgadas del HMS Belfast bombardean las posiciones alemanas en Normandía por la noche durante la batalla de Normandía.

Después de North Cape, el Belfast repostó en Kola Inlet antes de navegar hacia el Reino Unido, llegando a Scapa para reponer combustible, municiones y provisiones el día de Año Nuevo de 1944. Belfast navegó a Rosyth el 10 de enero, donde su tripulación recibió un período de licencia. En febrero de 1944, Belfast reasumió sus deberes de convoy en el océano Ártico, y el 30 de marzo de 1944 Belfast navegó con la fuerza de cobertura de la Operación Tungsteno, un gran ataque aéreo de Fleet Air Arm lanzado por un portaaviones contra el acorazado alemán Tirpitz. Amarrado en Altafjord, en el norte de Noruega, el Tirpitz fue el último acorazado superviviente de la armada alemana. Cuarenta y dos bombarderos en picado Fairey Barracuda del HMS Victorious y el HMS Furious componían la fuerza de ataque; escoltado por ochenta combatientes. Lanzados el 3 de abril, los bombarderos anotaron catorce impactos, inmovilizando al Tirpitz durante dos meses, con un Barracuda derribado. Belfast se sometió a reparaciones menores en Rosyth del 23 de abril al 8 de mayo, mientras que su tripulación recibió un período de licencia. El 8 de mayo, Belfast regresó a Scapa Flow y llevó al Rey durante su visita previa a la invasión a Home Fleet.
Para la invasión de Normandía, el Belfast se convirtió en el cuartel general de la Fuerza de Bombardeo E que enarbolaba la bandera del contralmirante Frederick Dalrymple-Hamilton, y debía apoyar los desembarcos de las fuerzas británicas y canadienses en los sectores de Gold y Juno Beach. El 2 de junio, Belfast abandonó el río Clyde hacia sus áreas de bombardeo. Esa mañana el primer ministro Winston Churchill había anunciado su intención de hacerse a la mar con la flota y presenciar la invasión desde el HMS Belfast. A esto se opusieron el Comandante Supremo Aliado, el General Dwight D. Eisenhower, y el Primer Lord del Mar, Sir Andrew Cunningham. Una intervención del rey Jorge VI finalmente impidió que Churchill fuera.
La invasión debía comenzar el 5 de junio, pero el mal tiempo obligó a un retraso de 24 horas. A las 5:30 a. m. del 6 de junio, el Belfast abrió fuego contra una batería de artillería alemana en Ver-sur-Mer, reprimiendo los cañones hasta que la infantería británica del 7.° Batallón Green Howards invadió el lugar. El 12 de junio, Belfast apoyó a las tropas canadienses que se desplazaban tierra adentro desde Juno Beach y regresó a Portsmouth el 16 de junio para reponer sus municiones. Regresó dos días después para más bombardeos. En la noche del 6 de julio, Belfast se vio anclado amenazado por lanchas torpederas alemanas ("schnellboots"). Los evadió levando anclas y moviéndose hacia la ocultación de una cortina de humo. El Belfast disparó su último proyectil en aguas europeas el 8 de julio, en compañía del monitor HMS  Roberts y el acorazado HMS Rodney, como parte de la Operación Charnwood. El 10 de julio navegó hacia Scapa Flow, la lucha en Francia se había movido tierra adentro más allá del alcance de sus armas. Durante sus cinco semanas fuera de Normandía, Belfast había disparado 1.996 rondas de sus armas de seis pulgadas.

### 1945: Servicio en el Lejano Oriente
El 29 de julio de 1944, el Capitán Parham entregó el mando del HMS Belfast al Capitán RM Dick y, hasta abril de 1945, Belfast se sometió a una remodelación para prepararse para el servicio contra Japón en el océano Pacífico, lo que mejoró su capacidad de adaptación a las condiciones tropicales y actualizó su sistema antiaéreo. armamento y control de fuego para contrarrestar los esperados ataques kamikaze de aviones japoneses. En mayo de 1945, Belfast montó treinta y seis cañones de 2 libras en dos montajes de ocho cañones, cuatro montajes cuádruples y cuatro montajes individuales. También montó catorce Oerlikon de 20 mm. Se quitaron sus dos montajes de 4 pulgadas más a popa y el resto se instaló con control remoto de energía. Sus hangares vacíos se convirtieron en alojamiento para la tripulación y se retiró la catapulta de su avión.

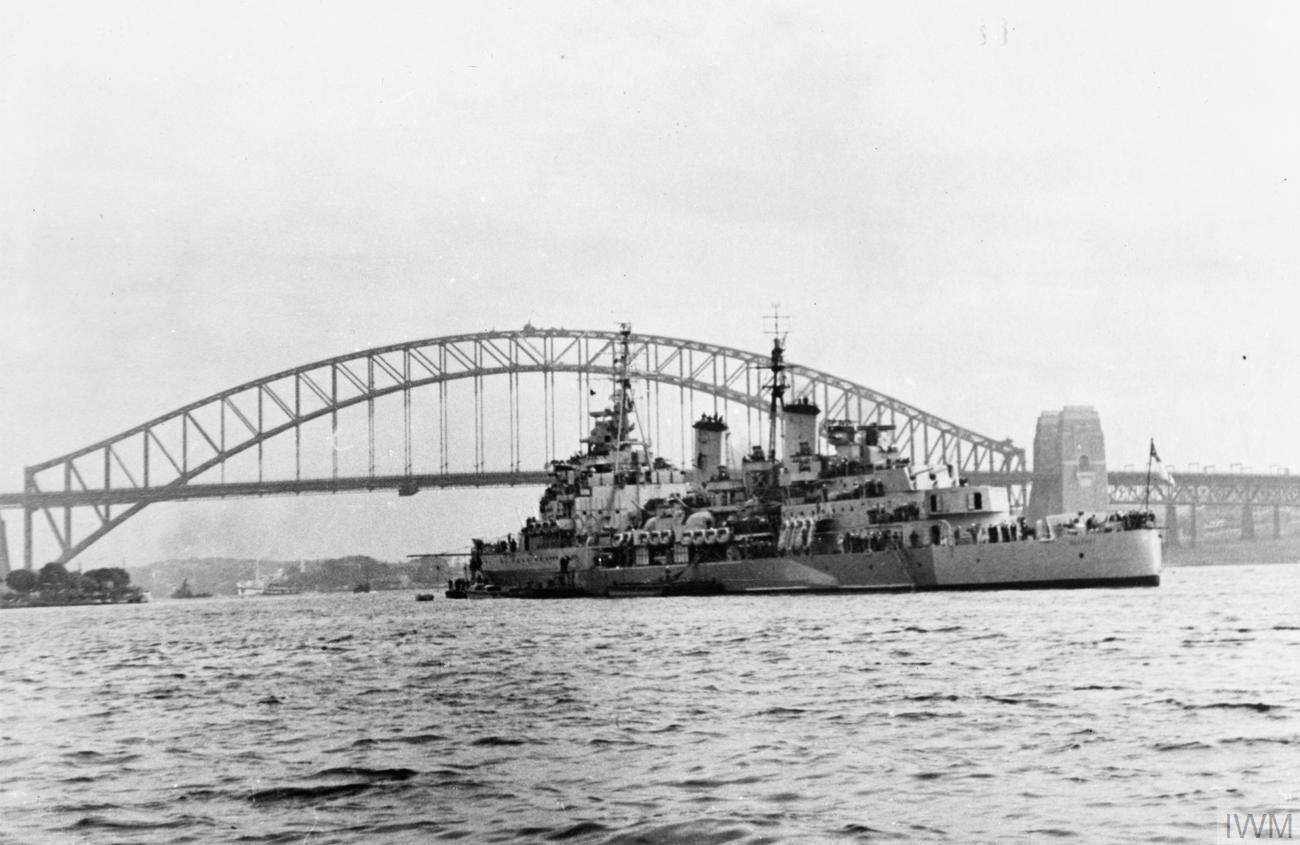
Belfast anclado en el puerto de Sídney, agosto de 1945.

Su ajuste de radar ahora incluía un conjunto de radar Tipo 277 para reemplazar su Tipo 273 para advertencia de superficie. Su equipo de advertencia de aire Tipo 281 fue reemplazado por un equipo Tipo 281B de antena única, mientras que se instaló un Tipo 293Q para la búsqueda de altura de corto alcance y la advertencia de superficie. Se instaló un conjunto Tipo 274 para la dirección de fuego del armamento principal. El 17 de junio de 1945, con la guerra en Europa a su fin, Belfast navegó hacia el Lejano Oriente a través de Gibraltar, Malta Británica, Alejandría, Port Said, Aden, Colombo y Sídney. Cuando llegó a Sídney el 7 de agosto, el Belfast se había convertido en el buque insignia del segundo escuadrón de cruceros de la flota británica del Pacífico. Mientras que en Sídney el Belfast se sometió a otra reparación breve, complementando su armamento de corto alcance con cinco cañones Bofors de 40 mm. Se esperaba que Belfast se uniera a la Operación Caída, pero esto fue impedido por la rendición japonesa el 15 de agosto de 1945.

### Guerra de Corea y años posteriores

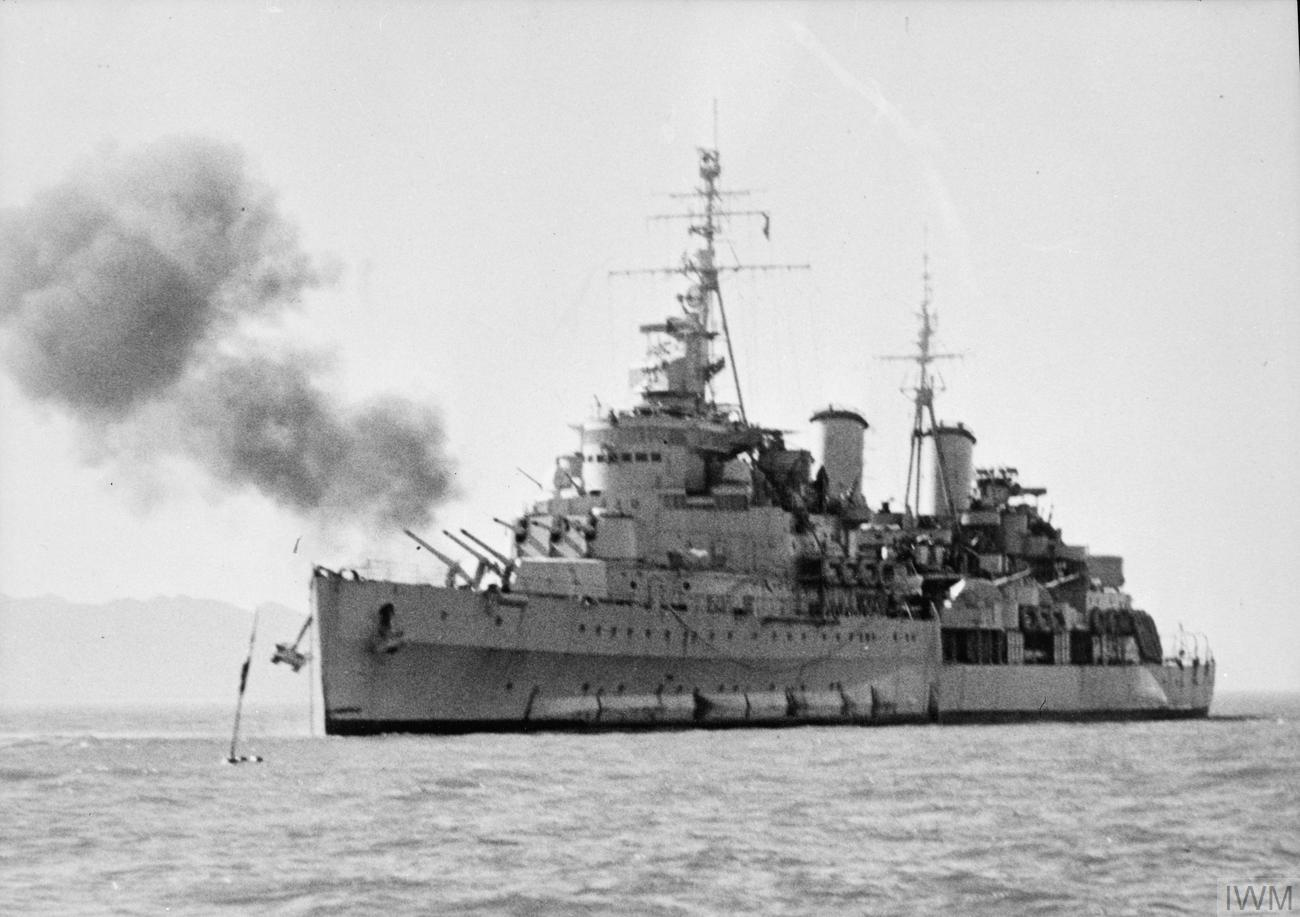
Marzo de 1951: anclado, Belfast dispara una salva contra las concentraciones de tropas enemigas en la costa oeste de la península de Corea.

Con el estallido de la guerra de Corea, el Belfast pasó a formar parte de las fuerzas navales de las Naciones Unida. Belfast, que originalmente formaba parte de la Task Force 77 de la Marina de los EE. UU., se separó para operar de forma independiente el 5 de julio de 1950. Durante julio y principios de agosto de 1950, Belfast realizó patrullas costeras y tuvo su base en Sasebo , en la prefectura japonesa de Nagasaki. Desde el 19 de julio, Belfast apoyó a las tropas que luchaban alrededor de Yodok, acompañadas por el USS Juneau. Ese día el Belfast disparó un bombardeo preciso de 350 rondas con sus cañones de 6 pulgadas. El 6 de agosto navegó hacia el Reino Unido para una breve (pero necesaria) reparación, después de lo cual volvió a navegar hacia el Lejano Oriente y regresó a Sasebo el 31 de enero de 1951.
Durante 1951, el HMS Belfast montó una serie de patrullas costeras y bombardeó una variedad de objetivos. El 1 de junio llegó a Singapur para reacondicionamiento y regresó de patrulla el 31 de agosto. En septiembre de 1951, Belfast proporcionó cobertura antiaérea para una operación de salvamento para recuperar un caza a reacción MiG-15 enemigo estrellado. Realizó más bombardeos y patrullas antes de recibir un mes de licencia de operaciones y volvió a la acción el 23 de diciembre.
En 1952, Belfast continuó con sus funciones de patrulla costera. El 29 de julio de 1952, Belfast fue alcanzada por fuego enemigo mientras atacaba una batería de artillería en la isla de Wolsa-ri. Un proyectil de 75 mm golpeó un compartimento delantero, matando a un marinero británico de origen chino en su hamaca e hiriendo a otras cuatro marineros chinos. Esta fue la única vez que Belfast fue alcanzada por fuego enemigo durante su servicio en Corea. El 27 de septiembre de 1952 , Belfast fue relevado por otros dos cruceros de clase Town, el HMS Birmingham y el HMS Newcastle, y navegó de regreso al Reino Unido. Había navegado más de 80 000 millas (130 000 km) en la zona de combate y disparó más de 8000 rondas con sus cañones de 6 pulgadas durante la guerra de Corea. Se retiró a Chatham el 4 de noviembre de 1952 y entró en reserva en Devonport el 1 de diciembre.

### Baja y buque museo

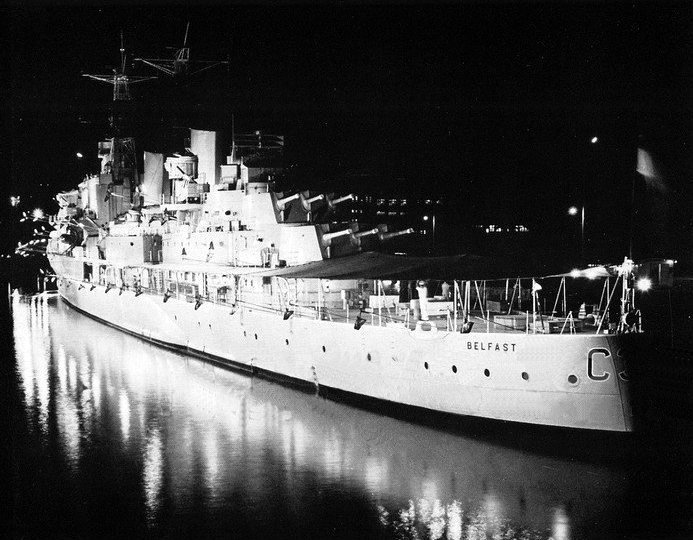
Belfast en Pearl Harbor, Hawái, en 1962.

Siguieron varias comisiones en el extranjero antes de que entrara en la reserva en 1963. En 1967, se iniciaron esfuerzos para evitar el esperado desguace del Belfast y preservarlo como barco museo. Se estableció un comité conjunto del Museo Imperial de la Guerra, el Museo Marítimo Nacional inglés y el Ministerio de Defensa británico y luego informó en junio de 1968 que la preservación era factible. En 1971, sin embargo, el gobierno decidió no preservarlo, lo que provocó la formación de la asociación privada "HMS Belfast Trust" para hacer campaña por su preservación. Los esfuerzos de la asociación tuvieron éxito y el gobierno transfirió el barco a esa asociación en julio de 1971. Fue traído a Londres, amarrado en el río Támesis cerca del Puente de la Torre en el Pool de Londres. Abierto al público en octubre de 1971, el Belfast se convirtió en una sucursal del Museo Imperial de la Guerra en 1978. Belfast es una popular atracción turística, recibió más de 327 000 visitantes en 2019. Como sucursal de un museo nacional y parte de la Flota Histórica Nacional, Belfast cuenta con el apoyo del Departamento de Cultura, Medios de Comunicación y Deporte y los ingresos de las entradas y las actividades comerciales del museo.

## Galería

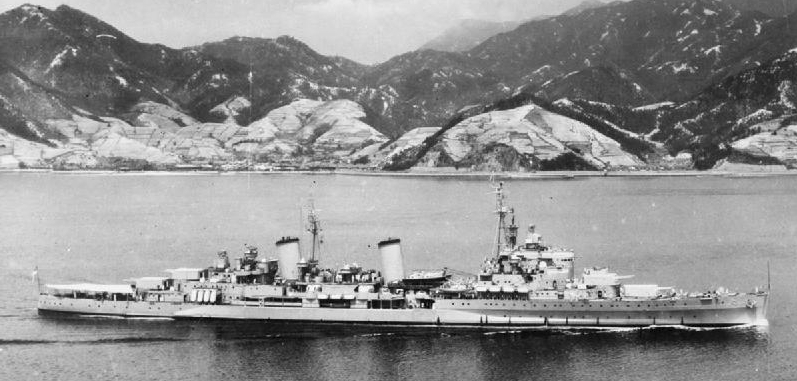
El Belfast llegando a Kure, Japón, en mayo de 1950.
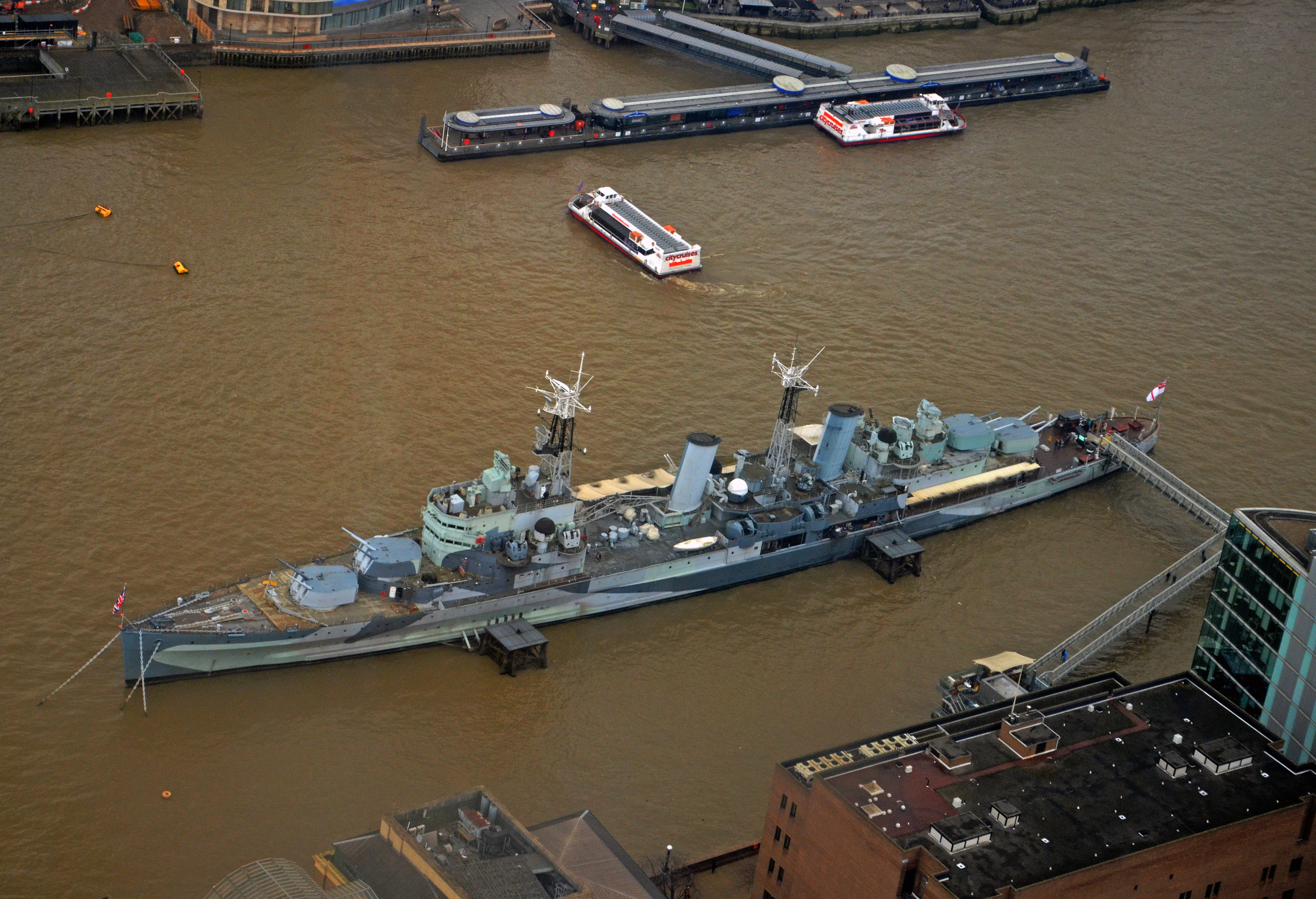
Vista aérea del Belfast en 2016.
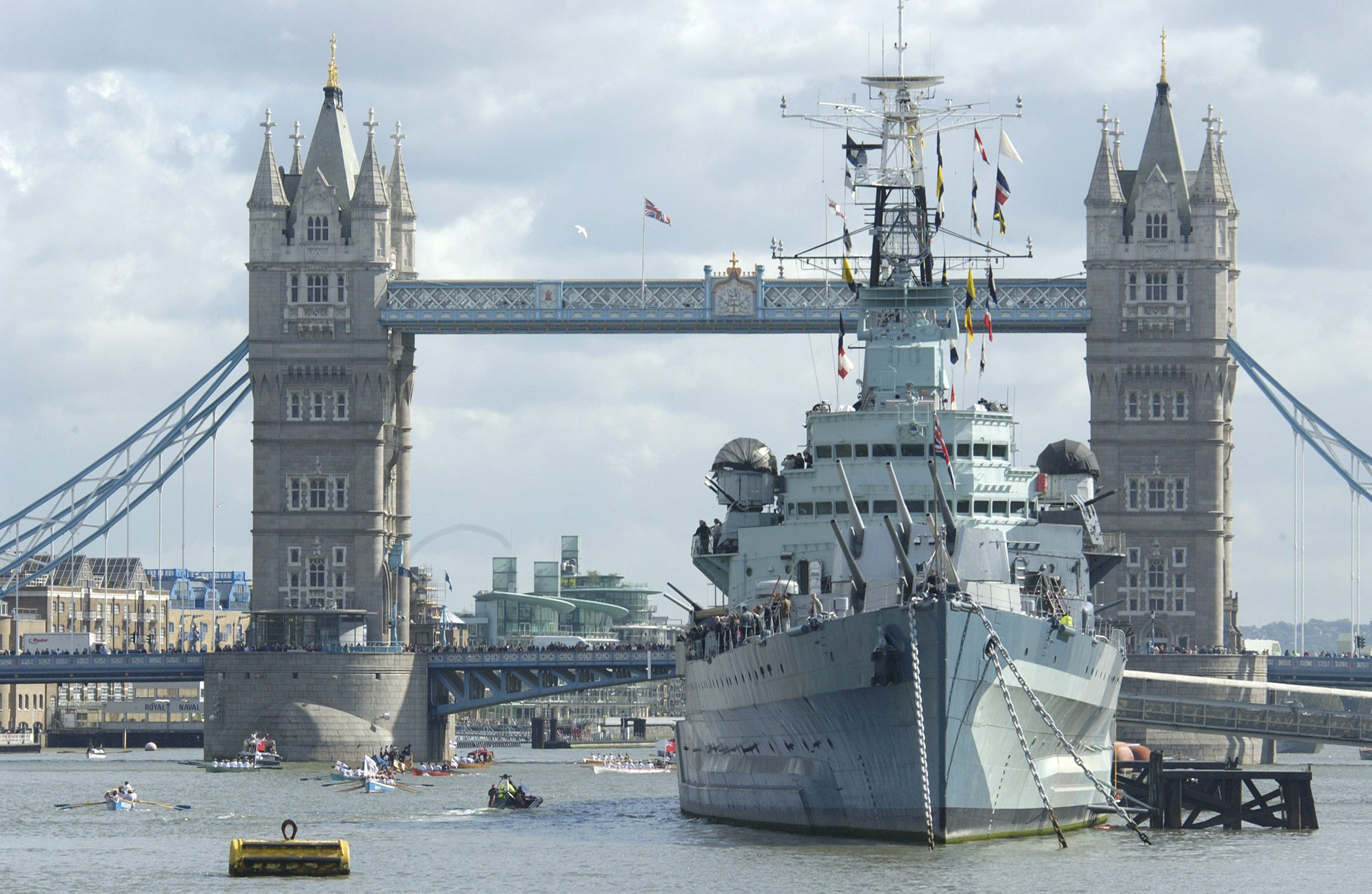
Vista de proa con el Puente de la Torre detrás, año 2005.
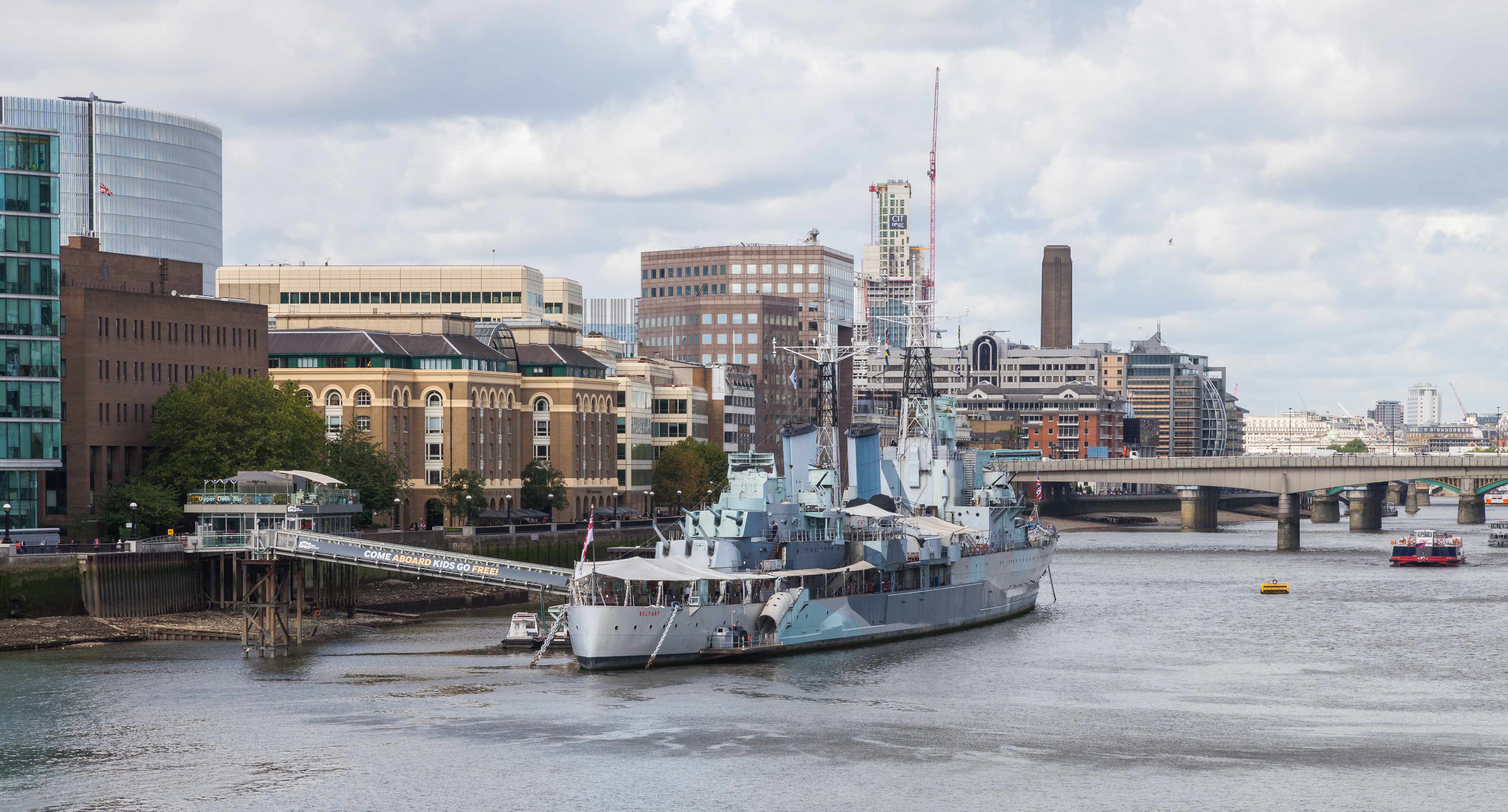
Vista de popa en 2014.
- Vídeo del Belfast en 2013.